# Schlacht von Demotika
Die Schlacht von Demotika fand im Oktober 1352 bei Demotika (heute: Didymoticho) in Thrakien statt. Osmanische Truppen besiegten im Auftrag von Kaiser Johannes VI. Kantakuzenos ein serbisches Reiterheer, das auf der Seite des Mitkaisers Johannes V. Palaiologos kämpfte.

## Vorgeschichte
Nach seinem Sieg im Byzantinischen Bürgerkrieg von 1347 hatte Johannes VI. Kantakuzenos seine Gegner zu einer Übereinkunft gezwungen, durch die er Mitkaiser neben Johannes V. Palaiologos, dessen Schwiegervater und alleiniger Regent während dessen Minderjährigkeit wurde. Als im Sommer 1352 erneut ein Machtkampf zwischen den beiden Kaisern ausbrach, verbündete sich Palaiologos mit dem serbischen Zaren Stefan Dušan, während Kantakuzenos vom osmanischen Sultan Orhan I. unterstützt wurde.
Johannes Kantakuzenos zog nach Thrakien, um seinen Sohn Matthaios zu entsetzen. Dieser hatte sich nach der Übernahme seiner Apanage geweigert, Johannes Palaiologos als rechtmäßigen Thronerben anzuerkennen, und wurde daraufhin von diesem in Adrianopel belagert. Die osmanischen Truppen eroberten einige Städte zurück, die sich zuvor dem Palaiologen ergeben hatten, und plünderten sie mit Kantakuzenos’ Billigung, darunter auch Adrianopel. Johannes V. musste sich nach Serbien zurückziehen.
Für eine Gegenoffensive ersuchte Johannes V. Palaiologos die Serben und Bulgaren um Waffenhilfe. Während die Bulgaren ihrer Zusage angesichts der türkischen Übermacht nicht nachkamen, bot Stefan Dušan ein 4000 (nach anderen Quellen: 7000) Mann starkes Reiterheer unter dem Befehl von Gradislav Borilović gegen die Osmanen auf. Im Gegenzug überstellte Johannes V. seinen Bruder Michael als Geisel an den Hof des Serbenkaisers, den er zugleich formell als gleichrangig anerkannte. Orhan I. schickte unter dem Befehl seines Sohnes Süleiman die enorme Streitmacht von 10.000 Kavalleristen ins Feld.

## Verlauf
Die beiden Armeen trafen im Oktober 1352 in einer offenen Feldschlacht an der Mariza bei Demotika, dem heutigen Didymoticho, aufeinander. Die zahlenmäßig überlegenen Osmanen brachten den Serben eine schwere Niederlage bei.

## Folgen
Johannes VI. Kantakuzenos behauptete durch den Sieg seiner osmanischen Verbündeten zunächst die Herrschaft über Byzanz. Johannes V. Palaiologos setzte sich mit seiner Familie ins Exil auf die venezianische Insel Tenedos ab. Von Thessaloniki aus erzwang er im Oktober 1354 die Rückeroberung Konstantinopels und die Abdankung seines Schwiegervaters.
Die Schlacht von Demotika war die erste des Osmanischen Reiches auf europäischem Boden. Der militärische Erfolg sollte den Weg für die weitere türkische Expansion und die „Einkreisung“ Konstantinopels ebnen, die 1354 mit der Eroberung der Halbinsel Gallipoli einsetzte.